# Poecilia hondurensis
Poecilia hondurensis là một loài cá nước ngọt thuộc chi Poecilia trong họ Cá khổng tước. Loài này được mô tả lần đầu tiên vào năm 2011.

## Từ nguyên
Danh pháp của loài cá này, P. hondurensis, xuất hiện trong các bản thảo của hai nhà ngư học khác là Miller và Cruz, sau khi họ đã xác định chính xác phạm vi của chúng. Poeser muốn giữ lại tên này để vinh danh cả hai người.

## Phân bố và môi trường sống
P. hondurensis hiện chỉ được tìm thấy tại lưu vực sông ngòi Caribe ở Honduras.

## Mô tả
Mẫu vật lớn nhất của P. hondurensis có chiều dài cơ thể được ghi nhận là 6,3 cm, thuộc về cá thể mái; cá đực có chiều dai tối đa được ghi nhận là 4,3 cm.